# New York Herald

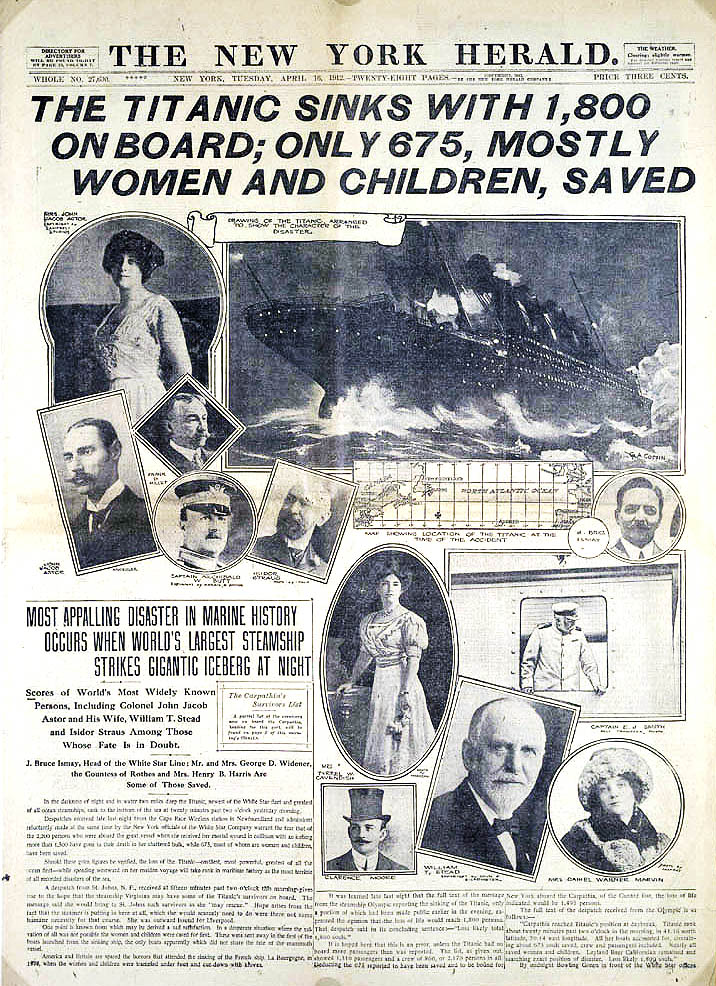
Portada del diari

El New York Herald era un diari de gran tirada, editat a New York entre 1835 i 1924. Durant la guerra de Secessió, el diari sostenia el  Partit Demòcrata. Va finançar l'expedició de Henry Morton Stanley a l'Àfrica per trobar David Livingstone així com l'expedició de George W. DeLong a les regions àrtiques el 1879.
El 4 d'octubre de 1887, Bennett Jr. va llançar l'edició europea del diari a París. Després de la mort d'aquest, amb el New York Herald va competir el New York Tribune el 1924. El 1959, el New York Herald Tribune i la seva edició europea van ser venuts a John Hay Whitney, que era aleshores ambaixador dels EUA a la Gran Bretanya. El 1966, el Washington Post i el New York Times es van guanyar el control del diari de París, avui l'International Herald Tribune.